# فرانكلين بي. هوف
فرانكلين بي. هوف (بالإنجليزية: Franklin B. Hough)‏ هو طبيب عسكري أمريكي، ولد في 20 يوليو 1822 في مارتينسبورغ في الولايات المتحدة، وتوفي في 11 يونيو 1885 في لوفيل في الولايات المتحدة.